# Cherrytree Records
Cherrytree Records là nhãn hiệu thu âm Hoa Kỳ.

## Lịch sử
Cherrytree Records được thành lập năm 2005 bởi Martin Kierszenbaum.

## Nghệ sĩ
- Colette Carr
- Die Antwoord
- Ellie Goulding
- Far East Movement
- Feist
- Keane
- Lady Gaga
- La Roux
- LMFAO
- Mt Desolation
- Natalia Kills
- Noah And The Whale
- Robyn
- Semi Precious Weapons
- Space Cowboy
- Sting
- The Feeling
- The Police
- Tokio Hotel